# Josu Aramberri Miranda
Jesús María Aramberri Miranda conocido como Josu Aramberri (Bilbao, 1953) es un físico e informático, pionero de Internet en el País Vasco, que ha sido profesor de la Universidad del Pais Vasco hasta 2021, y desde 2023 es alcalde del municipio burgalés de Arija.

## Biografía
Es licenciado en Ciencias Físicas y Doctor en Informática por la Universidad del País Vasco. Ha sido profesor titular del área de Arquitectura y Tecnología de Computadores en la Facultad de Informática de Donostia-San Sebastián, en la que fue Decano, y director de Departamento. También ha sido director de Política Científica en el Departamento de Educación del Gobierno Vasco de 1985 a 1987, y Vicerrector de la UPV/EHU.Durante casi 20 años fue coordinador de la Red Académica i2basque. Está jubilado desde febrero de 2021.
Es una de las personas pioneras en el desarrollo de Internet en el País Vasco, aproximadamente desde el año 1985, cuando la Facultad de Informática de la Universidad del País Vasco entró en la red. Ha trabajado en temas relacionados con infraestructuras de comunicaciones, eLearning, contenidos digitales, videoconferencia y sitios colaborativos (wikis).
En materia de patrimonio cultural, formó parte del grupo de trabajo de Eusko Ikaskuntza/Sociedad de Estudios Vascos, y luego de la Fundación Euskomedia, que entre otros proyectos puso en línea la enciclopedia Auñamendi. Coordina el Proyecto ONDAREA en la Real Sociedad Bascongada de los Amigos del País, proyecto que pretende ser un repositorio abierto, en una de las modalidades que se contemplan en “Open Science”, para que los objetos digitales sean visibles en las plataformas y agregadores de contenidos, como Euskariana, Hispana y Europeana. Ha desplegado diversas plataformas para las Publicaciones Digitales de la Bascongada (rsbap.org), el Archivo Fotográfico (ondarea.eus), y las Transcripciones Colaborativas (iturriak.es).
Desde 2003 recopila en una página wiki (arija.org) fotografías y documentos relacionados con Arija y su comarca. Esta labor colaborativa, ha permitido realizar varias exposiciones fotográficas y facilitar materiales para realizar un documental sobre Arija.Los archivos familiares son otra fuente de archivos que incorpora a la oferta de contenidos digitales de la Bascongada: Fondo Julián Elorza, Fondo José María Usandizaga, Fondo Torres Quevedo.Aramberri considera que, más allá de la utilización estrictamente especializada de los documentos antiguos tras su digitalización, las imágenes pueden ser consultadas y utilizadas por la ciudadanía una vez que son publicadas en Internet y son de dominio público.
Fue vicepresidente del capítulo español de la Internet Society.Es socio de Wikimedia España y vocal en el Plan Nacional de Conservación del Patrimonio Fotográfico en representación de la Comunidad Autónoma del País Vasco. Es patrono de la Fundación Los Álamos del Valle del Ricote (FLAdVR). Desde 2022 es Amigo de número de la Real Sociedad Bascongada de los Amigos del País.
En la legislatura 2023-2027 asumió la alcaldía de la localidad burgalesa de Arija por la plataforma Sí Arija.

## Premios y reconocimientos
- 2019 Premio Buber Sariak honorífico, por su "gran contribución al desarrolla de las tecnologías de la información en Euskadi".[14]
- 2015 Premios GetxoBlog Harea (Arena).[15]

## Vida personal
Está casado con Esther del Vigo, natural de Arija.